# Maria de Hessa
Maria de Hessa și de Rin (n. 8 august 1824 - d. 3 iunie 1880) a fost prințesă de Hessa și, sub numele de Maria Alexandrovna, (rusă Мария Александровна), împărăteasă a Rusiei, soția împăratului Alexandru al II-lea al Rusiei. S-a născut la Darmstadt, capitala Ducatului și a murit la Sankt Petersburg.

## Familie

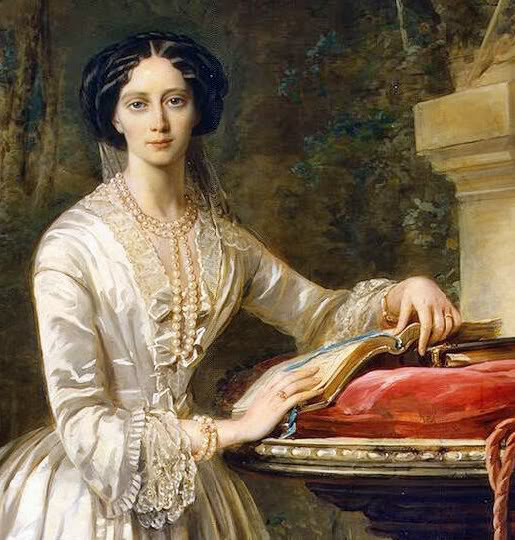
Prințesa Maria de Hesse

Maria a fost cel mai mic copil dintre cei șapte ai Marii Ducese Wihelmine von Hessen, sora mai mică a țarinei Elisabeta Alexeievna. Ultimii patru copii au fost probabil copiii biologici ai baronului August von Senarclens de Grancy, însă pentru a evita scandalul, Marele Duce de Hesse i-a recunoscut pe Alexandru și pe Maria drept copii ai săi; ceilalți doi au murit de mici.

## Căsătorie
Când în 1838 țareviciul Alexandru Nikolaievich făcea turul Europei în căutarea unei soții, s-a îndrăgostit de tânăra Maria în vârstă de 14 ani. Deși mama țareviciului, împărăteasa Alexandra Fiodorovna, a obiectat, Alexandru a insistat și tinerii s-au căsătorit la 16 aprilie 1841. Maria era foarte timidă și era privită cu răceală, ca fiind fără gust vestimentar, fără conversație, fără farmec. Maria a fost mama a opt copii. Aceste sarcini au ținut-o departe de viața de la curte. Deși țarul a tratat-o întotdeauna bine, Maria știa că Alexandru îi era necredincios și avea multe metrese. El avea deja trei copii cu metresa sa, prințesa Caterina Dolgoruki, când a mutat-o pe ea împreună cu copii în Palatul imperial. La mai puțin de o lună de la moartea Mariei, Alexandru a făcut o căsătorie morganatică cu metresa sa.

## Împărăteasă a Rusiei

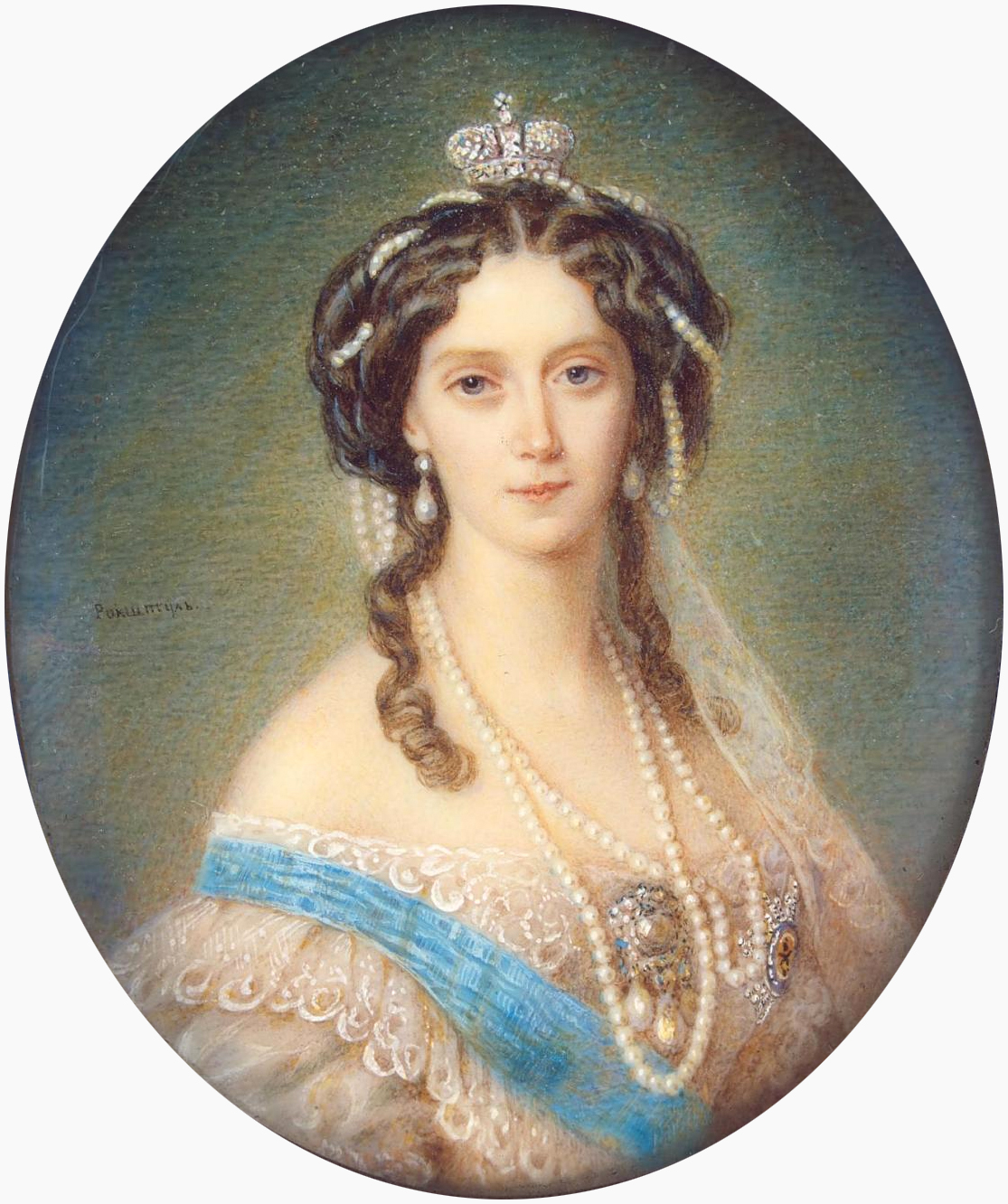
Împărăteasa Maria Alexandrovna

În 1855 Alexandru a devenit împărat, lucru care a forțat-o la mai multe activități publice. Deși Alexandru al II-lea a tratat-o bine întotdeauna, Maria a știut din 1858  că sentimentele soțului ei erau pentru altcineva. În 1865, moartea fiului ei cel mare, Țareviciului Nicolae a fost o grea lovitură.
S-a dus la fratele ei Alexandru care locuia la Heiligenberg. Acolo a întâlnit-o pe Prințesa Alice, fiica reginei Victoria și a Prințului Albert de Saxa-Coburg-Gotha, soția nepotului ei, Prințul Louis. Maria i-a sugerat Alicei nemulțumirea ei cu privire la căsătoria dintre fratele ei Prințul Alfred, Duce de Edinburgh și propria fiică, însă în cele din urmă căsătoria a avut loc. Când Alice a murit în 1878, Maria a invitat adeseori copiii Alicei la Heiligenberg. În timpul unor astfel de vizite, fiul Mariei, Marele Duce Serghei, a cunoscut-o pe viitoarea lui soție, fiica Alicei, Elisabeta iar Maria a cunoscut-o pe Prințesa Alix de Hesse, (care era sora mai mică a Elisabetei) și care într-o zi se va căsători cu nepotul ei Nicolae al II-lea.

## Copii
Alexandru al II-lea și Maria Alexandrovna au avut opt copii:
- Marea Ducesă Alexandra Alexandrovna (30 august 1842-10 iulie 1849) alintată Lina, a murit de meningită la vârsta de șase ani
- Țareviciul Nicolae Alexandrovich (20 septembrie 1843-24 april 1865), logodit cu Dagmar a Danemarcei
- Alexandru al III-lea (10 martie 1845-1 noiembrie 1894), căsătorit în 1866 cu Dagmar a Danemarcei (Maria Feodorovna); au avut moștenitori
- Marele Duce Vladimir Alexandrovich (22 aprilie 1847-17 februarie 1909), căsătorit în 1874 cu Maria de Mecklenburg-Schwerin (Maria Pavlovna); au avut moștenitori
- Marele Duce Alexei Alexandrovich (14 ianuarie 1850-14 noiembrie 1908)
- Marea Ducesă Maria Alexandrovna (17 octombrie 1853-20 octombrie 1920) căsătorită în 1874 cu Alfred, Duce de Saxa-Coburg și Gotha; au avut moștenitori
- Marele Duce Serghei Alexandrovich (29 aprilie 1857-4 februarie 1905), căsătorit în 1884 cu Elisabeth de Hesse (Elizabeth Feodorovna)
- Marele Duce Paul Alexandrovich (3 octombrie 1860-24 ianuarie 1919), căsătorit în 1889 cu Alexandra a Greciei (Alexandra Georgievna); au avut moștenitori - a doua căsătorie în 1902 cu Olga Valerianovna Karnovich-Palii; au avut moștenitori (Vladimir, Irina și Natalia)